# Katastrofa lotu British Midland 92
Katastrofa lotu British Midland 92 wydarzyła się 8 stycznia 1989 roku. Boeing 737-400 linii British Midland (lot nr 92), lecący z Londynu do Belfastu, ze 126 osobami na pokładzie, rozbił się  w czasie awaryjnego podchodzenia do lądowania w porcie lotniczym East Midlands w miejscowości Kegworth, na gęsto zalesionym nasypie oddzielającym autostradę M1 (Londyn-Leeds) i drogę A453. W katastrofie zginęło 47 osób, a 79 zostało rannych.

## Przebieg lotu
Maszyna wystartowała z Heathrow o godzinie 19:52. Po 13 minutach lotu załoga i pasażerowie zaczęli odczuwać silne wibracje. Pasażerowie dostrzegli, że z lewego silnika zaczęły wydobywać się iskry. Piloci wyłączyli automat ciągu i – wskutek pomyłki – zmniejszyli ciąg prawidłowo pracującego prawego silnika. Po tym wibracje ustały. Załoga zdecydowała się na lądowanie awaryjne na najbliższym lotnisku i – co było błędem brzemiennym w skutkach – wyłączyła prawy (sprawny) silnik. O godz. 20:20, po zwiększeniu mocy lewego silnika, doszło do kolejnych wibracji i uszkodzony silnik stracił niemal zupełnie ciąg. Kapitan zdecydował się na awaryjne lądowanie na lotnisku w Kegworth, do którego chciał dolecieć lotem ślizgowym.

## Katastrofa
Piloci, odkąd stracili oba silniki, starali się utrzymać maszynę w powietrzu na tyle długo, by dało się bezpiecznie wylądować. 30 metrów przed autostradą, przebiegającą o 600 metrów od początku pasa startowego, samolot uderzył o ziemię, odbił się od niej, przez co przeleciał nad autostradą, i uderzył w gęsto zalesiony nasyp. Boeing rozpadł się na trzy części i stanął w płomieniach. Życie straciło 47 podróżujących samolotem (na miejscu zginęło 39 osób, 8 kolejnych zmarło w szpitalu) a pozostali trafili do szpitali. Nikt na ziemi nie zginął i nie odniósł obrażeń.

## Przyczyny katastrofy
Przyczyną katastrofy było zmęczeniowe uszkodzenie łopatek sprężarki lewego silnika. Fragmenty łopatek wpadły do wnętrza silnika i zaburzyły dopływ powietrza, co chwilowo zmniejszyło ciąg silnika. Ponieważ samolot miał automat ciągu ustalający taki sam poziom ciągu w obu silnikach - zwiększył on bez udziału załogi dawkę paliwa do lewego silnika. Wobec zaburzonego przepływu powietrza w silniku, dodatkowa ilość paliwa doprowadziła do zapłonu poza komorą spalania. Wywołało to pożar lewego silnika. Piloci błędnie stwierdzili, że źródłem awarii jest prawy silnik i wyłączyli go. Automat ciągu obniżył ciąg w uszkodzonym lewym silniku, przez co wibracje ustały. To utwierdziło pilotów w błędnym przekonaniu, że wyłączyli uszkodzony silnik. 4 minuty przed katastrofą piloci zwiększyli ciąg w pracującym, uszkodzonym lewym silniku, przez co odłamki łopatek sprężarki ponownie zaczęły wpadać do silnika, wywołując kolejne silne wibracje i doprowadzając do awarii napędu. Próba włączenia nieuszkodzonego prawego silnika nie powiodła się z uwagi na niską wysokość i brak czasu. Maszyna nie zdołała dolecieć do lotniska i uderzyła w wał ziemny przy autostradzie.